# LP창고
LP창고는 전주MBC 표준FM(AM 855kHz, FM 94.3/101.7MHz)에서 일요일 오후 2시 5분부터 오후 4시까지 방송하는 라디오 프로그램이다.